# Penki
Penki (en rus: Пеньки) és un poble de l'óblast de Kírov, a Rússia, segons el cens del 2010 tenia 19. Pertany al districte (raion) de Viàtskie Poliani.